# Frank Schmidt-Döhl
Frank Schmidt-Döhl (* 1963 in Salmshausen als Frank Schmidt) ist ein deutscher Mineraloge, Baustoffwissenschaftler und Autor.

## Leben und Wirken
Schmidt-Döhl studierte von 1984 bis 1990 Mineralogie an der Philipps-Universität Marburg und war von 1990 bis 2000 wissenschaftlicher Mitarbeiter und Oberingenieur am Institut für Baustoffe, Massivbau und Brandschutz der TU Braunschweig. Von 2001 bis 2007 leitete er die Abteilung Chemie, Physik, Umwelt der Materialprüfanstalt für das Bauwesen Braunschweig. 2007 wurde er auf die Professur für Baustoffe an der TU Hamburg-Harburg berufen und leitet das Institut für Baustoffe, Bauphysik und Bauchemie.
Schmidt-Döhl beschäftigt sich u. a. mit Korrosionsprozessen von Bauteilen aus nichtmetallischen, anorganischen Baustoffen, z. B. lösender und treibender Betonkorrosion und entwickelte das Simulationsverfahren Transreac, mit dem entsprechende Prozesse berechnet werden können. Es handelt sich um ein Verfahren, bei dem ein chemisches Reaktionsmodell, Transportmodelle, Modelle zur Aktualisierung der Transportparameter im korrodierten Bereich und zur Berechnung weiterer korrosiver Effekte innerhalb einer orts- und zeitabhängigen Simulation kombiniert werden (Transport-Reaktions-Simulation).
Das Verfahren wurde u. a. eingesetzt zur Untersuchung und zur Prognose des Korrosionsverhaltens von Bauteilen beim Angriff verschiedenster Lösungen, zur Untersuchung der Vorgänge beim Haftungsverlust von Gipsputzen auf Betonuntergründen, zur Untersuchung des Korrosionsverhaltens von Verpressankern in Böden mit kalklösender Kohlensäure und zur Untersuchung der chemischen Vorgänge bei der Alkali-Kieselsäure-Reaktion von Beton. E. Rigo baute das Verfahren zum probabilistischen Modell aus, mit dem auch die Streuungen der berechneten Größen bestimmt werden können. S. Bruder erweiterte es zum adaptiven Modell, das sich an am Bauteil beobachtete Veränderungen anpassen kann. Mit rechnerischen Simulationen kann bei der Untersuchung von Korrosionsprozessen im Vergleich mit experimentellen Laborversuchen ein großer Zeitvorteil erzielt werden. Mit ihnen lassen sich auch Details und Wechselwirkungen untersuchen, die im Laborexperiment unter Umständen nicht zugänglich sind.
Neben Spezialbaustoffen bilden Fragen der Materialprüfung und entsprechende Methodenentwicklungen einen weiteren Schwerpunkt der Arbeiten Schmidt-Döhls, z. B. die Identitätsprüfung. Zur Materialprüfung im Bauwesen veröffentlichte er ein die ganze Breite des Gebiets umfassendes Buch.
Schmidt-Döhl verfasste außerdem Fotobildbände der Harz-Heide-Region und des Hessischen Berglandes. In diesen Bildbänden wird die geomorphologische Entwicklung charakteristischer Landschaftsmerkmale beschrieben. Er beschrieb auch den wahrscheinlichen Verlauf der voreiszeitlichen Bode im nördlichen Harzvorland, der erheblich vom heutigen Verlauf abweicht und sowohl die Lücke in der Teufelsmauer nördlich von Thale, als auch die Entstehung des heutigen Trockentals südöstlich von Langenstein und die Morphologie des Hoppelberges erklärt.

## Auszeichnungen
- Heinrich-Büssing-Preis des Braunschweigischen Hochschulbundes[1]
- Cemex-Preis[1]

## Belege
1. 1 2 3  Kürschners Deutscher Gelehrten Kalender. Verlag Walter de Gruyter, Berlin 2011.
2. ↑  Internetseite der TU Hamburg-Harburg. Technische Universität Hamburg-Harburg, abgerufen am 3. November 2012.
3. 1 2  F. Schmidt-Döhl: Ein Modell zur Berechnung von kombinierten chemischen Reaktions- und Transportprozessen und seine Anwendung auf die Korrosion mineralischer Baustoffe. In: Schriftenreihe des Instituts für Baustoffe, Massivbau und Brandschutz der TU Braunschweig. Heft 125, 1996, ISBN 3-89288-104-9, zugleich: Braunschweig, TU, Dissertation, 1996.
4. ↑  F. Schmidt-Döhl, E. Rigo, S. Bruder, H. Budelmann: Chemical attack on mineral building materials, features and examples of the simulation program Transreac. In: F. Stangenberg, O.T. Bruhns, D. Hartmann, G. Meschke (Hrsg.): Proceedings of the Second International Conference Lifetime-Oriented Design Concepts. 1.–3. März 2004, Bochum, S. 269–278.
5. ↑  M. Heidmann: Feuchtebedingter Haftungsverlust von Gipsputz auf Beton – Experimentelle Untersuchung und rechnerische Simulation. Dissertation, TU Hamburg-Harburg, Papierflieger Verlag, Clausthal-Zellerfeld, 2013, ISBN 978-3-8694-8387-0.
6. ↑  C. Hof, T. Triantafyllidis, F. Schmidt-Döhl: Über die Abnahme der Tragfähigkeit von Verpreßankern unter Angriff von kalklösender Kohlensäure. In: Bautechnik. Bd. 81, Heft 5, 2004, S. 357–363.
7. ↑  C. Jehn: Transportprozesse und chemische Reaktionen in silikatischen Gesteinskörnern – Simulation einer beginnenden Alkali-Kieselsäure-Reaktion. Dissertation TU Hamburg-Harburg, Verlag Dr. Hut, München, 2015, ISBN 978-3-8439-2332-3.
8. ↑  E. Rigo: Ein probabilistisches Konzept zur Beurteilung der Korrosion zementgebundener Baustoffe durch lösenden und treibenden Angriff. In: Schriftenreihe des Instituts für Baustoffe, Massivbau und Brandschutz. Heft 186, 2005, ISBN 3-89288-169-3, zugleich: Braunschweig, TU, Dissertation, 2005.
9. ↑  S. Bruder: Adaptives Modell der Dauerhaftigkeit im Zuge der Überwachung von Betonbauwerken. In: Schriftenreihe des Instituts für Baustoffe, Massivbau und Brandschutz. Heft 196, 2007, ISBN 978-3-89288-178-0, zugleich: Braunschweig, TU, Dissertation, 2006.
10. ↑  F. Schmidt-Döhl, J. Koepke, A. Schimrosczyk: Testing the identity of cementitious materials by trace element analysis of belite. In: ZKG-International. Bd. 58, Heft Nr. 6, 2005, S. 72–79.
11. 1 2  F. Schmidt-Döhl: Materialprüfung im Bauwesen. Fraunhofer irb-Verlag, Stuttgart 2013, ISBN 978-3-8167-8747-1.
12. ↑  F. Schmidt-Döhl: Zwischen Harz und Heide – Berge, Höhenzüge und Landschaft. Wartberg Verlag, Gudensberg-Gleichen 2010, ISBN 978-3-8313-2319-7.
13. ↑  F. Schmidt-Döhl: Das Hessische Bergland – Die Entstehung einer Landschaft. Shaker Media, Aachen 2012, ISBN 978-3-86858-891-0.
14. ↑  F. Schmidt-Döhl: Die Entstehung des Trockentals südöstlich von Langenstein und der voreiszeitliche Verlauf der Bode im nördlichen Harzvorland, In: Hallesches Jahrbuch für Geowissenschaften. Bd. 38, S. 29–40, 2016. Universität Halle-Wittenberg, abgerufen am 4. August 2016. (uni-halle.de)

| Personendaten    | Personendaten                     |
| ---------------- | --------------------------------- |
| NAME             | Schmidt-Döhl, Frank               |
| ALTERNATIVNAMEN  | Schmidt, Frank (Geburtsname)      |
| KURZBESCHREIBUNG | deutscher Baustoffwissenschaftler |
| GEBURTSDATUM     | 1963                              |
| GEBURTSORT       | Salmshausen                       |